# A Graceland – Ügynökjátszma epizódjainak listája
Ez a lap a Graceland – Ügynökjátszma című sorozat epizódjait tartalmazza.
Egy rendőrségi akció során lefoglalják egy drogbáró tengerparti villáját. Miután átalakították, három szervezet, az FBI, a kábítószer-elhárítás és a vámosok legjobb ügynökeit költöztették be, akik különböző fedősztorikkal beépültek a helyi alvilágba. Amikor az egyik ügynök súlyosan megsérül, az FBI frissen diplomázott ügynöke, Mike Warren (Aaron Tveit) kapja meg a szobáját, mentornak pedig Paul Briggst (Daniel Sunjata) jelölik ki mellé, aki élő legendának számít a szakmában.

## Évados áttekintés
| Évad | Évad | Részek száma | Részek száma | Eredeti sugárzás | Eredeti sugárzás     | Eredeti adó | Magyar sugárzás   | Magyar sugárzás | Magyar adó |
| Évad | Évad | Részek száma | Részek száma | Évadbemutató     | Évadzáró             | Eredeti adó | Évadbemutató      | Évadzáró        | Magyar adó |
| ---- | ---- | ------------ | ------------ | ---------------- | -------------------- | ----------- | ----------------- | --------------- | ---------- |
|      | 1.   | 12           | 12           | 2013. június 6.  | 2013. szeptember 12. | USA Network | 2016. március 1.  | 2016. május 17. | RTL II     |
|      | 2.   | 13           | 13           | 2014. június 11. | 2014. szeptember 10. | USA Network | 2017. április 24. | 2017. május 10. | RTL II     |
|      | 3.   | 13           | 13           | 2015. június 25. | 2015. szeptember 17. | USA Network | 2017. május 11.   | 2017. május 29. | RTL II     |

## Epizódok

### Első évad (2013)
| Sor. | Év. | Cím                                       | Rendező            | Író                                | Premier                               | Nézettség         | Gyártási szám |
| --- | --- | ----------------------------------------- | ------------------ | ---------------------------------- | ------------------------------------- | ----------------- | ------------- |
| 1. | 1.  | Ügynökök klubja 1. rész (Graceland)       | Russell Lee Fine   | Jeff Eastin                        | 2013. június 6. 2016. március 1.      | 3,32 millió n.a.  | BDV179        |
| Amikor az egyik ügynök súlyosan megsérül, az FBI frissen diplomázott ügynöke, Mike Warren kapja meg a szobáját, mentornak pedig Paul Briggst jelölik ki mellé, aki élő legendának számít a szakmában. |     |                                           |                    |                                    |                                       |                   |               |
| 2. | 2.  | Ügynökök klubja 2. rész (Guadalajara Dog) | Russell Lee Fine   | Jeff Eastin                        | 2013. június 13. 2016. március 8.     | 2,77 millió n.a.  | BDV101        |
| Mike Warren FBI-ügynöknek még kipakolni sem volt ideje a Graceland főhadiszálláson, és máris egy orosz maffialeszámolás közepén találja magát. Be kell épülnie a kartellbe, hogy megmentse az egyik informátoruk családját. Csakhogy épp azt az ügynököt akarják megöletni vele, akinek a helyére beköltözött. |     |                                           |                    |                                    |                                       |                   |               |
| 3. | 3.  | Éles bevetés (Heat Run)                   | Renny Harlin       | Stephen Godchaux                   | 2013. június 20. 2016. március 15.    | 2,27 millió n.a.  | BDV102        |
| Mike-kal közlik, hogy azért küldték Washington helyett Kaliforniába, hogy a kiképző tisztje ellen nyomozzon. Annak érdekében, hogy elnyerje Briggs bizalmát, csatlakozik egy akcióhoz, amelyben két fegyvercsempész bandát játszanak ki egymás ellen. |     |                                           |                    |                                    |                                       |                   |               |
| 4. | 4.  | Csapategység (Pizza Box)                  | Sanford Bookstaver | Daniel Shattuck & Kiera Morrisette | 2013. június 27. 2016. március 22.    | 2,33 millió n.a.  | BDV103        |
| Lauren le akar számolni Kuzmanovval, az orosz maffia tagjával, aki meg akarja öletni Donnie-t. Ehhez azonban meg kell győznie Briggs-t is, hogy a csapat támogatásával segítsen neki. Az akció azonban nem úgy sül el, ahogy várta, és ezért komoly árat kell fizetnie. |     |                                           |                    |                                    |                                       |                   |               |
| 5. | 5.  | Kiképzés (O-Mouth)                        | Renny Harlin       | Matthew Negrete                    | 2013. július 11. 2016. március 29.    | 1,88 millió n. a. | BDV104        |
| Paige le akar leplezni egy drogdílert, ezért segítséget kér Johnnytól és Jakes-től, aki korábban már dolgozott együtt a nővel. Az akció azonban félresiklik, mert Tuturro egy kicsit túljátssza a szerepét. Briggs és Mike tovább dolgozik a Bello ügyön. A maffiafőnök ugyanis felkéri Mike-ot, hogy tartson lőgyakorlatot az embereinek. |     |                                           |                    |                                    |                                       |                   |               |
| 6. | 6.  | Bizalmi állás (Hair of the Dog)           | David Straiton     | Andrew Colville                    | 2013. július 18. 2016. április 5.     | 1,90 millió n.a.  | BDV105        |
| Miután Mike beépült Bello szervezetébe, minél előbb a bizalmába akar férkőzni, ezért felajánlja neki, hogy a testőre lesz. Charlie és Briggs egy helyi elosztón keresztül próbál meg elkapni egy drogbárót, de ehhez igénybe kell venniük Charlie nem épp megbízható informátorát is. |     |                                           |                    |                                    |                                       |                   |               |
| 7. | 7.  | Kutyaharapást szőrével (Goodbye High)     | Russell Lee Fine   | Joe Henderson                      | 2013. július 25. 2016. április 12.    | 2,02 millió n.a.  | BDV106        |
| Miután Charlie belőtte magát heroinnal, hogy eloszlassa Quinn gyanúját, Briggs biztonságos helyre viszi a nőt, ahol összeszedheti magát. Az FBI azonban vizsgálatot rendel el, és a meghallgatáson Charlie-nak is meg kell jelennie, ezért Briggs drasztikus módszert alkalmaz, hogy talpra állítsa. Mike profi búvárként mutatja be Johnnyt Bellónak, aki segíthet a felszínre hozni egy értékes drogszállítmányt az óceán mélyéről. |     |                                           |                    |                                    |                                       |                   |               |
| 8. | 8.  | Függőség (Bag Man)                        | Renny Harlin       | Ryan Scott                         | 2013. augusztus 8. 2016. április 19.  | 2,22 millió n.a.  | BDV107        |
| A Briggs elleni nyomozása során Mike kideríti, hogy a kiképzőtisztje anonim drogosok gyűlésére jár. Eközben továbbra is azon van a csapat, hogy elkapják Odin Rossit, a legnagyobb dílert a nyugati parton. Mike és Briggs Bellót használja fel arra, hogy előcsalogassák Rossit. |     |                                           |                    |                                    |                                       |                   |               |
| 9. | 9.  | A szellem nyomában (Smoke Alarm)          | Paul Holahan       | Aaron Fullerton                    | 2013. augusztus 15. 2016. április 26. | 2,01 millió n.a.  | BDV108        |
| Mike-nak elege van abból, hogy senkivel sem beszélhet őszintén, ezért megszegi Graceland egyik szabályát, és felviszi magához Abbyt. Charlie-nak egyre gyanúsabb Briggs viselkedése, és úgy gondolja, köze lehet Odinhoz. Amikor a Bellóval kötött üzlet is majdnem meghiúsul, Briggs kénytelen még Mike-kal is szembeszállni, nehogy lebukjon. |     |                                           |                    |                                    |                                       |                   |               |
| 10. | 10. | A gyanú (A meglepetés) (King's Castle)    | Charlotte Sieling  | Daniel Shattuck                    | 2013. augusztus 22. 2016. május 3.    | 2,18 millió n.a.  | BDV109        |
| A gyanú: Charlie-ban egyre erősebben él a gyanú, hogy Briggs és Odin ismerik egymást, ezért magánnyomozásba kezd. A korábbi kudarcok után még ő is meglepődik, hogy sorra hullanak az ölébe az Odinhoz vezető nyomok. Briggs, hogy elterelje magáról a gyanút, úgy tesz, mintha a Caza hóhéra, a kulcsos ember lenne az elsődleges célpontja. De amikor kiderül, hogy a Csörgős elkapta Bellót, kénytelen valóban intézkedni, hiszen Mike is ott van velük. Badillo ügynök drasztikus módszerekkel akarja lebuktatni Briggst. A meglepetés: Miközben Johnny meglepetésbulit szervez Jakes szülinapjára, Charlie meggyőzi a még lábadozó Mike-ot, hogy menjen be a börtönbe, és legyen folyamatosan Bello közelében. Briggs azonban leszervez egy beszélőt Bellóval, hogy ezzel lebuktassa Mike-ot. Jakes megpróbálja rendbe hozni a magánéletét, de csak tovább ront a helyzeten. |     |                                           |                    |                                    |                                       |                   |               |
| 11. | 11. | A meglepetés (Bizonyíték) (Happy Endings) | Sanford Bookstaver | Joe Henderson & Andrew Colville    | 2013. szeptember 5. 2016. május 10.   | 1,90 millió n.a.  | BDV110        |
| A meglepetés: Miközben Johnny meglepetésbulit szervez Jakes szülinapjára, Charlie meggyőzi a még lábadozó Mike-ot, hogy menjen be a börtönbe, és legyen folyamatosan Bello közelében. Briggs azonban leszervez egy beszélőt Bellóval, hogy ezzel lebuktassa Mike-ot. Jakes megpróbálja rendbe hozni a magánéletét, de csak tovább ront a helyzeten. Bizonyíték: Miután Mike elmondta, hogy már hónapok óta nyomoz utána, Briggs bevallja Jakes-nek, hogy megölt egy FBI-ügynököt. Charlie Johnnyval és Cortes ügynökkel társul, hogy végre lebuktathassák Odin Rossit. Mike és Briggs egymást kijátszva futnak versenyt az idővel, hogy melyikük találja meg előbb a Paul bűnösségét alátámasztó bizonyítékot. |     |                                           |                    |                                    |                                       |                   |               |
| 12. | 12. | Bizonyíték (A vizsgálat) (Pawn)           | Russell Lee Fine   | Jeff Eastin                        | 2013. szeptember 12. 2016. május 17.  | 2,05 millió n.a.  | BDV111        |
| Bizonyíték: Miután Mike elmondta, hogy már hónapok óta nyomoz utána, Briggs bevallja Jakes-nek, hogy megölt egy FBI-ügynököt. Charlie Johnnyval és Cortes ügynökkel társul, hogy végre lebuktathassák Odin Rossit. Mike és Briggs egymást kijátszva futnak versenyt az idővel, hogy melyikük találja meg előbb a Paul bűnösségét alátámasztó bizonyítékot. A vizsgálat: Miután Briggsnek nyoma vész, az FBI alapos vizsgálatot rendel el Gracelandben. Mindenki egymás ellen fordul, és senki nem bízik senkiben. Épp ezért, amikor váratlanul felbukkan Briggs, hogy figyelmeztesse Charlie-t arra, hogy akivel szövetkezett, az nem az, akinek hiszi, a nő inkább Cortesnek, a mexikói rendőrnek hisz. |     |                                           |                    |                                    |                                       |                   |               |

### Második évad (2014)
| Sor. | Év. | Cím                                 | Rendező            | Író                            | Premier                              | Nézettség        | Gyártási szám |
| --- | --- | ----------------------------------- | ------------------ | ------------------------------ | ------------------------------------ | ---------------- | ------------- |
| 13. | 1.  | Az útvonal (The Line)               | Russell Lee Fine   | Jeff Eastin                    | 2014. június 11. 2017. április 24.   | 1,56 millió n.a. | BDV201        |
| Briggs tudomására jut, hogy a Caza kartell bosszút tervez Mike ellen, aki épp egy csempészhálózatot akar lebuktatni. Elhatározzák, hogy csapdát állítanak a kartell embereinek, ám balul sül el az akció, Mike-ot elrabolják, és megkínozzák. Miután sikeresen kiszabadítják, és elemzik a nyomokat, arra jutnak, hogy nem a kartell, sokkal inkább a Mike által keresett csempészbanda állhat a háttérben. Az ügy felderítéséhez Mike kap egy csapatot, amelyet a Graceland ház lakói alkotnak.                       |     |                                     |                    |                                |                                      |                  |               |
| 14. | 2.  | A mexikói kapcsolat (Connects)      | Stephen Surjik     | David Simkins                  | 2014. június 18. 2017. április 25.   | 1,39 millió n.a. | BDV202        |
| A Caza vezetője hajlandó alkut kötni Briggs-szel. Armas felajánlja, hogy segít megtalálni azt, aki elrendelte Mike elrablását, ha az FBI leállítja a kartell elleni hadjáratot. Jakes igyekszik rendezni a viszonyát gyermeke anyjával, ezért kiköltözik Graceland-ből, kibérel egy lakást, és irodai munkát akar vállalni. Mike megtudja, hogy a Solano kartell megbízásából ejtették foglyul, ezért Carlos Solano kerül a csapat legújabb akciójának célkeresztjébe.                                                 |     |                                     |                    |                                |                                      |                  |               |
| 15. | 3.  | Giling-galang (Tinker Bell)         | Sheree Folkson     | Daniel Shattuck                | 2014. június 25. 2017. április 26.   | 1,27 millió n.a. | BDV203        |
| Charlie még mindig emészti magát, amiért Briggs-t vádolta Badillo haláláért. Annyira maga alatt van, hogy a Solano ügyet sem tudja vállalni. Johnnynak azonban támad egy ötlete, amivel Carlito közelébe férkőzhet. Mike-nak döntenie kell, hogy Jakes vagy Zelanski maradjon a házban. Végül Dale-nek szavaz bizalmat, annak ellenére, hogy egyre többet iszik. Ám Paige-dzsel így is fontos nyomra bukkannak, amikor elkapják az egyik drogfutárt.                                                                   |     |                                     |                    |                                |                                      |                  |               |
| 16. | 4.  | A 118-as járat (Magic Number)       | Marc Roskin        | Aaron Fullerton                | 2014. július 9. 2017. április 27.    | 1,16 millió n.a. | BDV204        |
| Charlie-nak továbbra is lelkifurdalása van Badillo ügynök özvegye miatt. Ezért egy kockázatos akcióba kezd, ami, ha sikerül, legalább anyagilag kárpótolná Kellyt. Jakes beáll dolgozni abba a szerelőműhelybe, ahol Mike szerint a Solano kartell csempészbuszát is javítják. Tuturro próbál Carlito bizalmába férkőzni, ám ennek érdekében kellemetlen pillanatokat is át kell élnie. |     |                                     |                    |                                |                                      |                  |               |
| 17. | 5.  | Magánakció (H-A-Double-P-Y)         | Sanford Bookstaver | Ryan Scott                     | 2014. július 16. 2017. május 1.      | 1,04 millió n.a. | BDV205        |
| Johnnynak mindent be kell vetnie, hogy rávegye Carlitót, hogy ő is ott lehessen, amikor átveszik a kábítószer-szállítmányt. Mike egy egész osztaggal várja már őket, de Carlito az utolsó pillanatban kap egy hívást, és visszafordul. Paige-et leállítják arról az ügyről, amely során felszámolta volna a lánykereskedő hálózatot, ami szorosan összefügg Carlito csempészhálózatával. Ezért magánakcióba kezd, amihez Jakes segítségét kéri.                                                                        |     |                                     |                    |                                |                                      |                  |               |
| 18. | 6.  | A kiválasztott (The Unlucky One)    | David Barrett      | William Rotko                  | 2014. július 23. 2017. április 28.   | 1,46 millió n.a. | BDV206        |
| Miután Jakes-t letartóztatják, Paige magára marad az emberrablók fogságában, akik pénzért adják tovább a lányokat. Briggs és Mike sajátos módszerrel próbál kiszedni a szerelőműhely vezetőjéből mindent, ami az eltűnt társuk felkutatásában segíthet. |     |                                     |                    |                                |                                      |                  |               |
| 19. | 7.  | A tégla (Los Malos)                 | Sanford Bookstaver | Carla Ching                    | 2014. július 30. 2017. május 2.      | 1,20 millió n.a. | BDV207        |
| Mike biztos benne, hogy Sid Markham, a szervezett bűnözés elleni ügyosztály vezetője adta le a drótot Carlitónak a rajtaütésről. Briggs beépül a Los Angeles-i rendőrséghez, hogy onnan tarthassa szemmel a hadnagyot. Paige mielőbb szeretné bezáratni a bordélyházat, hogy kiszabadíthassa a lányokat. |     |                                     |                    |                                |                                      |                  |               |
| 20. | 8.  | Irány Mexikó (The Ends)             | Alrick Riley       | David Simkins                  | 2014. augusztus 6. 2017. május 2.    | 1,16 millió n.a. | BDV208        |
| Mike Johnnyn keresztül akar Carlito közelébe férkőzni, ezért meggyanúsítja Luciát a hármas gyilkossággal, hogy a lány kénytelen legyen Mexikóba szökni. Mike ugyanakkor még nem akarja elkapni Sullát, mert tőle is fontos információkat remél. |     |                                     |                    |                                |                                      |                  |               |
| 21. | 9.  | A nagy terv (Gratis)                | Larry Teng         | Daniel Shattuck                | 2014. augusztus 13. 2017. május 4.   | 1,27 millió n.a. | BDV209        |
| Miközben Charlie odaköltözik Amberhöz, hogy megszervezzék a bankrablást, Johnny Mexikóba megy Luciával, és megpróbál Carlito apjának a közelébe férkőzni. Mike összetűzésbe keveredik Sullával a fogva tartott lányok miatt. |     |                                     |                    |                                |                                      |                  |               |
| 22. | 10. | Második esély (The Head of the Pig) | Larysa Kondracki   | Aaron Fullerton, Mike Goldberg | 2014. augusztus 20. 2017. május 5.   | 1,06 millió n.a. | BDV210        |
| Paige egyre türelmetlenebb Sullával kapcsolatban, ezért Briggsszel szövetkezve ráveszik Markham hadnagyot, hogy szervezzen akciót a bordélyház ellen. Johnny eközben meggyőzi az öreg Carlost, hogy az ő megoldását válassza a kábítószer-csempészethez. |     |                                     |                    |                                |                                      |                  |               |
| 23. | 11. | A vacsora (Home)                    | Duane Clark        | Ryan Scott, Chris Masi         | 2014. augusztus 27. 2017. május 8.   | 1,28 millió n.a. | BDV211        |
| A Sylmarban történt vérengzés, és a Solano kartellnél elért részsiker után Charlie úgy érzi, kezd széthullani a társaság, ezért megszervez egy nagy, közös vacsorát. Ez azonban hamar kudarcba, üvöltözésbe, és egymás hibáztatásába torkollik. Mike végül előáll a tervvel, hogy ők is vegyenek részt az Amberrel tervezett bankrablásban, aminek az a célja, hogy megszerezzék Sid, a korrupt zsaru pénzét. |     |                                     |                    |                                |                                      |                  |               |
| 24. | 12. | Visszhangok (Echoes)                | Russell Lee Fine   | Daniel Shattuck, William Rotko | 2014. szeptember 3. 2017. május 9.   | 1,14 millió n.a. | BDV212        |
| Jakes és Johnny jelölt bankjegyeket csempésznek Solanóhoz, hogy ezzel buktassák le Sidet, amikor átveszi a kenőpénzt. A tervbe ott csúszik hiba, hogy Johnny el akarja szöktetni Luciát az apjától. Charlie elmondja Mike-nak, hogy állapotos, és elköltözik, miután sikerül elkapni Ambert, aki lelépett a bankrablás során szerzett pénz egy részével. |     |                                     |                    |                                |                                      |                  |               |
| 25. | 13. | Kék kód (Faith 7)                   | Russell Lee Fine   | Daniel Shattuck                | 2014. szeptember 10. 2017. május 10. | 1,23 millió n.a. | BDV213        |
| A nyomkövető segítségével Sid eljut Gracelandbe, ahol rájön, hogy Briggs FBI-ügynök. Magával viszi Mike fegyverét, amivel Solanót és a társait is megöli, és magát is megsebesíti. Amber és a társa elrabolják Charlie-t, és arra kényszerítik, hogy vallja be, hogy zsaru. Amikor ezt Briggs megtudja, azonnal visszaindul Mexikóból, így Mike-nak kell a Solano birtokra mennie, hogy leleplezze Sidet. Carlito is rájön, hogy Johnny FBI-os, és Luciával zsarolja, hogy továbbra is biztosítsa a csempészútvonalat. |     |                                     |                    |                                |                                      |                  |               |

### Harmadik évad (2015)
| Sor. | Év. | Cím                                | Rendező          | Író                              | Premier                              | Nézettség        | Gyártási szám |
| --- | --- | ---------------------------------- | ---------------- | -------------------------------- | ------------------------------------ | ---------------- | ------------- |
| 26. | 1.  | B pozitív (B-Positive)             | Larry Teng       | Jeff Eastin                      | 2015. június 15. 2017. május 11.     | 1,01 millió n.a. | BDV301        |
| Az FBI megtalálja Mike holmija között Badillo ügynök kazettáját, amivel megzsarolják Briggst, hogy épüljön be az örmény maffiába. Miután nem sikerül az ellene tervezett merénylet, Paige felkeresi Sidet, hogy jobb belátásra bírja. Johnny kénytelen továbbra is együttműködni Carlitóval, ha nem akarja, hogy baja essen Luciának. |     |                                    |                  |                                  |                                      |                  |               |
| 27. | 2.  | Gyerekjáték (Chester Cheeto)       | Larry Teng       | Daniel Shattuck                  | 2015. június 15. 2017. május 12.     | 0,99 millió n.a. | BDV302        |
| Charlie mindenáron meg akarja találni Germaine-t, aki megkínozta. Ehhez azonban Amber segítségére is szüksége van. Briggs ellenzi a tervet, mert nem akarja, hogy Charlie állapotosan is részt vegyen akciókban. Paige-et kitüntetik a hősiességéért, de ő továbbra sem tud megbocsátani Mike-nak Lina miatt. Johnny kénytelen összefogni Siddel, hogy kimenekíthesse Luciát Carlitótól.                                                                                                |     |                                    |                  |                                  |                                      |                  |               |
| 28. | 3.  | Szelektív memória (Sense Memory)   | Duane Clark      | Derek Simon                      | 2015. július 9. 2017. május 15.      | 0,92 millió n.a. | BDV303        |
| Briggs felkeresi azt az ügynököt, aki előtte dolgozott Arival. Colby eleinte ellenkezik, de végül hajlandó segíteni, hogy eltüntessék az őrült örményt. Charlie Miamiba megy Amberrel, hogy egy orvoson keresztül eljussanak Germaine-hez, de Dr. Greenblatt feljelenti őket zaklatásért. Johnny bevallja Jakes-nek, hogy ő ölte meg Sidet. Mike-ot egyre inkább hatalmába keríti a gyógyszerfüggőség, ami már a munkájára is komoly hatással van.                                      |     |                                    |                  |                                  |                                      |                  |               |
| 29. | 4.  | Az örmény maffia (Aha)             | Doug Hannah      | Jason Ganzel                     | 2015. július 16. 2017. május 16.     | 0,82 millió n.a. | BDV304        |
| Briggs és Colby részletesen kidolgozott terve szerint megrendezik Martun Sarkissian lányának, Laylának az elrablását, és meggyilkolását. Mindent úgy állítanak be, hogy a nyomok Arira tereljék a gyanút, akinek titokban viszonya volt a lánnyal. Az ügynökök abban bíznak, hogy az örmény maffia házon belül elintézi az ügyet. |     |                                    |                  |                                  |                                      |                  |               |
| 30. | 5.  | A mandulafenyő (Piñon Tree)        | Duane Clark      | Chris Masi                       | 2015. július 23. 2017. május 17.     | 0,74 millió n.a. | BDV305        |
| Johnny Briggs segítségét kéri, hogy végre lezárhassa a Solano ügyet, és kiszabadíthassa Luciát. Paul kihasználja az alkalmat, és viszonozza a szívességet, amivel a konkurens kartell, a Caza vezetőjének tartozott. Mike-ot nem hagyják nyugodni a jelek, amiket abban a pár percben látott, amíg élet és halál között lebegett, így jut el Gustihoz, a piti kis sefteshez. |     |                                    |                  |                                  |                                      |                  |               |
| 31. | 6.  | Fájdalomcsillapító (Buto Ijo)      | Scott Peters     | Andy Black                       | 2015. július 30. 2017. május 18.     | 0,76 millió n.a. | BDV306        |
| Johnny segítségével Mike megrendez egy látszat razziát, amelynek során őt, Gustit, és Madisont is beviszik kihallgatásra. Mike célja az, hogy Gusti bizalmába férkőzzön, és megtudja, kinek kell leszállítania a gázt. Charlie Floridába megy Jakesszel, hogy beépüljenek a helyi dílerek közé, akik elvezethetik Germaine-hez. Toros át akarja venni az irányítást Aritól, ami jó alkalmat teremt Briggs-nek és Paige-nek, hogy egy lépéssel közelebb kerüljenek a Sarkissian klánhoz. |     |                                    |                  |                                  |                                      |                  |               |
| 32. | 7.  | Bon voyage (Bon Voyage)            | Maja Vrvilo      | Matt MacLeod                     | 2015. augusztus 6. 2017. május 19.   | 0,64 millió n.a. | BDV307        |
| Mike-ot egyre inkább legyűri a gyógyszerfüggősége. Amikor napokig haza se megy, a többiek megpróbálnak beszélni vele, hogy jobb belátásra bírják. Charlie és Amber Floridába mennek, hogy nyélbe üssenek egy álca-üzletet, de a dolog balul sül el, amiért Charlie súlyos árat fizet. Briggs, Jakes és Johnny csapdát állítanak a Sarkissian család három fejesének, ám úgy tűnik, hogy árnyékra vetődtek.                                                                              |     |                                    |                  |                                  |                                      |                  |               |
| 33. | 8.  | Messiás komplexus (Savior Complex) | Timothy Busfield | Jessica Brickman                 | 2015. augusztus 13. 2017. május 22.  | 0,74 millió n.a. | BDV308        |
| Mike meggyőzi Gustit, hogy nem gyógyszerfüggő, csak azért, hogy elkísérhesse egy piti üzleteléshez. Ez azonban balul sül el, amikor elrabolják őket, és a Gusti csomagtartójában lévő ládát kérik váltságdíjnak. Charlie és Jakes csapdát állítanak Germaine-nek, akiről váratlan információ kerül a birtokukba. |     |                                    |                  |                                  |                                      |                  |               |
| 34. | 9.  | A dicsőség keze (Hand of Glory)    | Stephen Surjik   | AJ Marechal, Eddie Serrano       | 2015. augusztus 20. 2017. május 23.  | 0,96 millió n.a. | BDV309        |
| Briggs elmeséli, hogy a tudta és beleegyezése nélkül részt vett Logan ügynök, az FBI irodavezetőjének az elrablásában. Mike nem hisz neki, ezért – ahelyett, hogy Torost tartaná szemmel, aki Paige-dzsel együtt a beavatási szertartására készül – követi Briggst. Charlie unszolására Jakes felajánlja Germaine-nek, hogy betársulna mellé. |     |                                    |                  |                                  |                                      |                  |               |
| 35. | 10. | Bandaháború (Master of Weak Ties)  | Lucy Liu         | Jason Ganzel, Matt MacLeod       | 2015. augusztus 27. 2017. május 24.  | 0,91 millió n.a. | BDV310        |
| Briggs összeszűri a levet a Sarkissian család egyik ügyfelének, a Soto Street-i banda vezetőjének barátnőjével, és ezzel kirobbantja a bandaháborút. Megkéri Johnnyt, hogy férkőzzön Javier közelébe. Jakes meggyőzi Germaine-t, hogy mutassa be a befolyásosabb ügyfeleinek. Amikor Mike ráveszi Madisont, hogy menjen elvonókúrára, rádöbben, hogy a jelek, amiket akkor látott, amikor kómában volt, nem véletlenül vezették el Gustihoz.                                            |     |                                    |                  |                                  |                                      |                  |               |
| 36. | 11. | A varázsló trükkje (The Wires)     | Mary Harron      | Daniel Shattuck, Samantha Rifkin | 2015. szeptember 3. 2017. május 25.  | 0,81 millió n.a. | BDV311        |
| Jakes és Charlie csapdát állítanak Germaine-nek, hogy elcsábíthassák tőle a legnagyobb ügyfelét, ezzel kihúzva a talajt a lába alól. Mike egyre biztosabb benne, hogy Gusti csak egy báb, akit Briggs mozgat a háttérből. Johnnyt befogadja a Soto Street-i banda, így azonnal szólni tud Briggs-nek, hogy mire készülnek. |     |                                    |                  |                                  |                                      |                  |               |
| 37. | 12. | Gáz van (Dog Catches Car)          | Larry Teng       | Daniel Shattuck                  | 2015. szeptember 10. 2017. május 26. | 0,82 millió n.a. | BDV312        |
| Teresa bosszút esküszik a fia haláláért, és elküldi a Soto Street-i bandát Tevan bácsi temetésére, hogy végezzenek a Sarkissian családdal. Az akcióban Johnny és Briggs a két ellentétes oldalon találja magát. Martun Sarkissian megszerzi Gustitól a szarin gázt, amit Briggs hagyott ott csalinak. |     |                                    |                  |                                  |                                      |                  |               |
| 38. | 13. | Öreg tigris (No Old Tigers)        | Larry Teng       | Jeff Eastin, Daniel Shattuck     | 2015. szeptember 1u. 2017. május 29. | 0,91 millió n.a. | BDV313        |
| Logan csak akkor hajlandó aláírni Briggs jelentését a Sarkissian ügyről, ha Mike is aláírja. Neki azonban komoly fenntartásai vannak, ezért csak bizonyos feltételek mellett hajlandó aláírni. Jakes attól tart, hogy Mike börtönbe juttatja mindnyájukat, ezért a lefoglalt kilencmillió dollárral és Courtneyval le akar lépni, hogy új életet kezdhessen. Briggs és Ari csapdába esnek, amikor a Soto Street-i banda megtámadja őket az utcán.                                       |     |                                    |                  |                                  |                                      |                  |               |